# 那古寺
那古寺（なごじ）は、千葉県館山市那古にある、真言宗智山派の寺院。山号は補陀洛山。本尊は千手観世音菩薩で、坂東三十三観音第33番札所（結願寺）。通称は那古観音（なごかんのん）。
本尊真言：おん ばざら たらま きりく そわか
ご詠歌：補陀落はよそにはあらじ那古の寺 岸うつ浪を見るにつけても

## 歴史
寺伝によれば、行基が元正天皇の病気平癒を祈るためこの地を訪れ、千手観世音菩薩を安置して祈願すると、天皇の病気は平癒し、天皇の勅により建てられたのがこの寺であるという。

## 伽藍
- 仁王門
- 観音堂（本堂） - 平成の大改修は千葉県指定有形文化財保存事業として行われ[1]、2010年（平成22年）10月26日に落慶法要を行い[2]、同年11月17日に本尊を開帳した[3]。
- 多宝塔　など

## 文化財

### 重要文化財（国指定）
- 銅造千手観音立像 - 像高104.8cm、鎌倉時代[4]

### 千葉県指定有形文化財
- 那古寺多宝塔 附:木造宝塔1基
- 那古寺観音堂 附:厨子1基 - 1994年（平成6年）2月17日に指定[5][6]
- 絹本著色僧形八幡神像
- 木造阿弥陀如来坐像[7]
- 繍字法華経普門品

### 館山市指定有形文化財
- 歌舞伎大絵馬 - 1988年（昭和63年）6月29日に指定[8][9]
- 高瀬家古文書 - 1992年（平成4年）3月29日に指定[10]

## ギャラリー

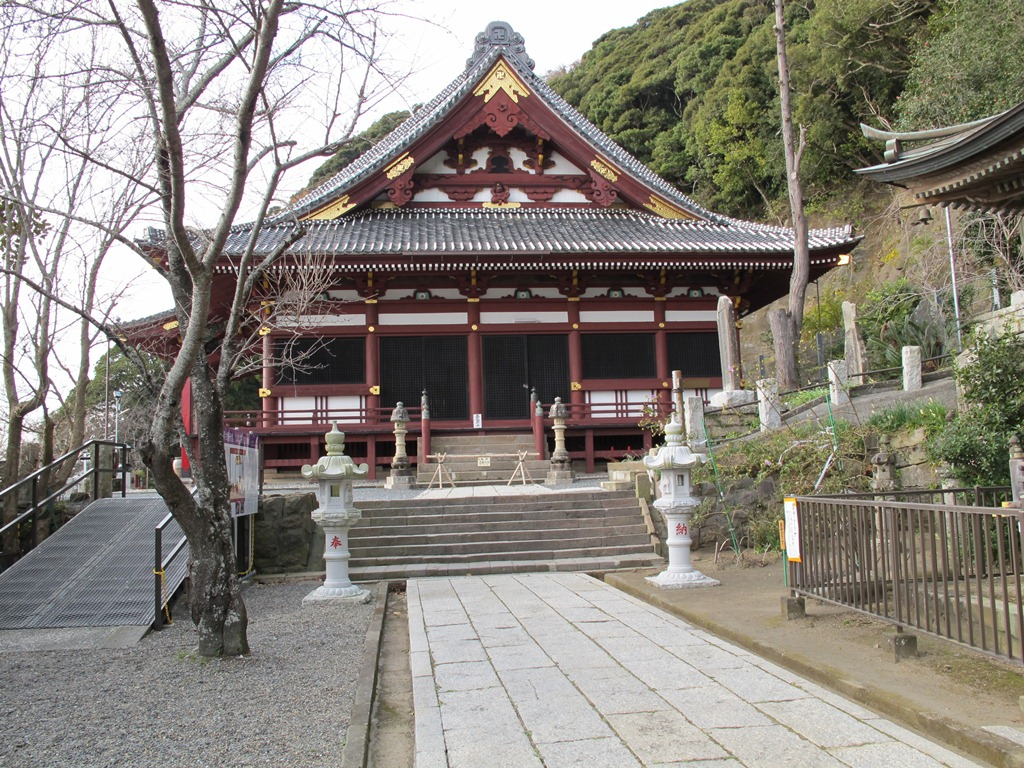
参道から観音堂を望む
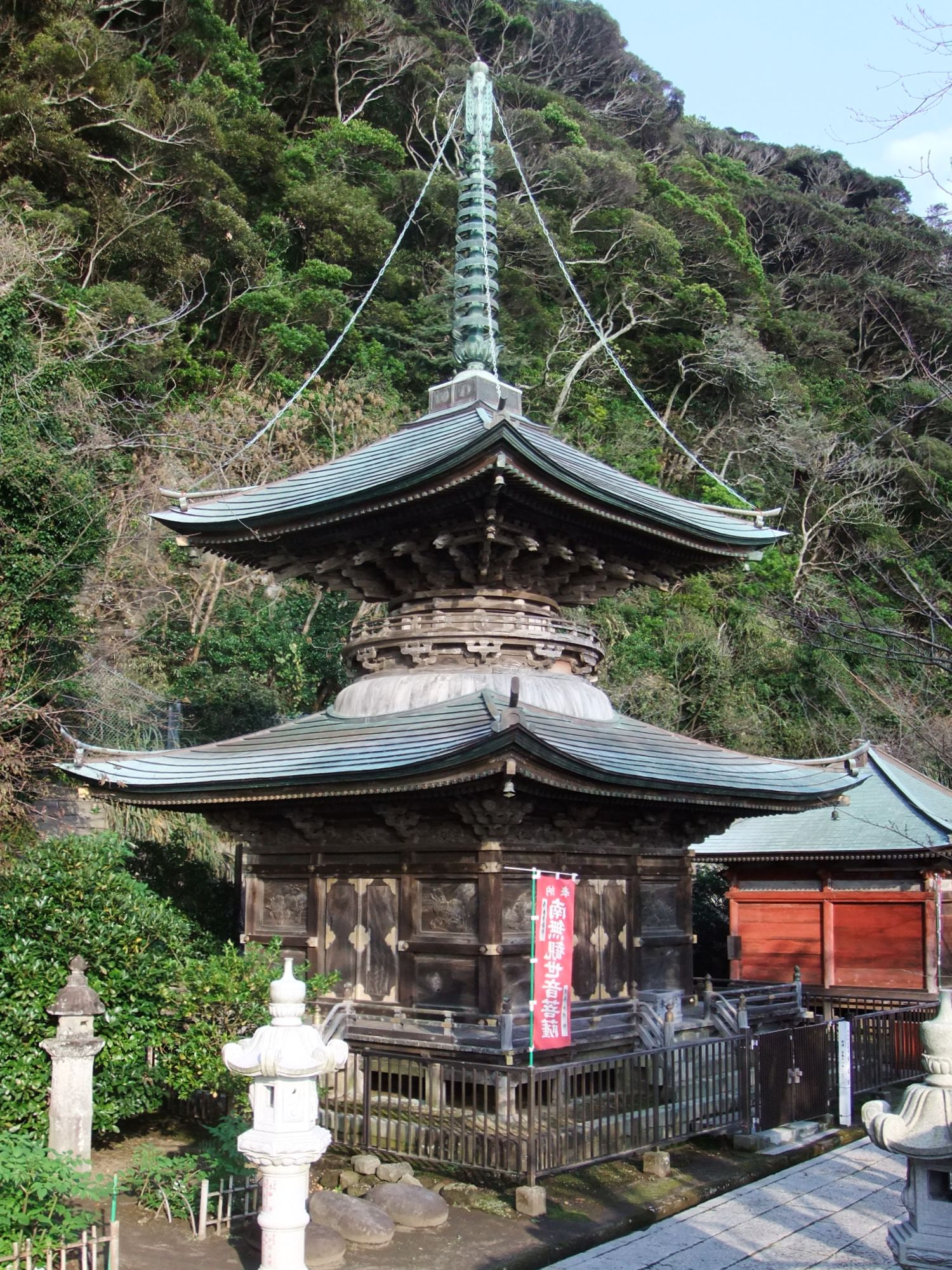
多宝塔
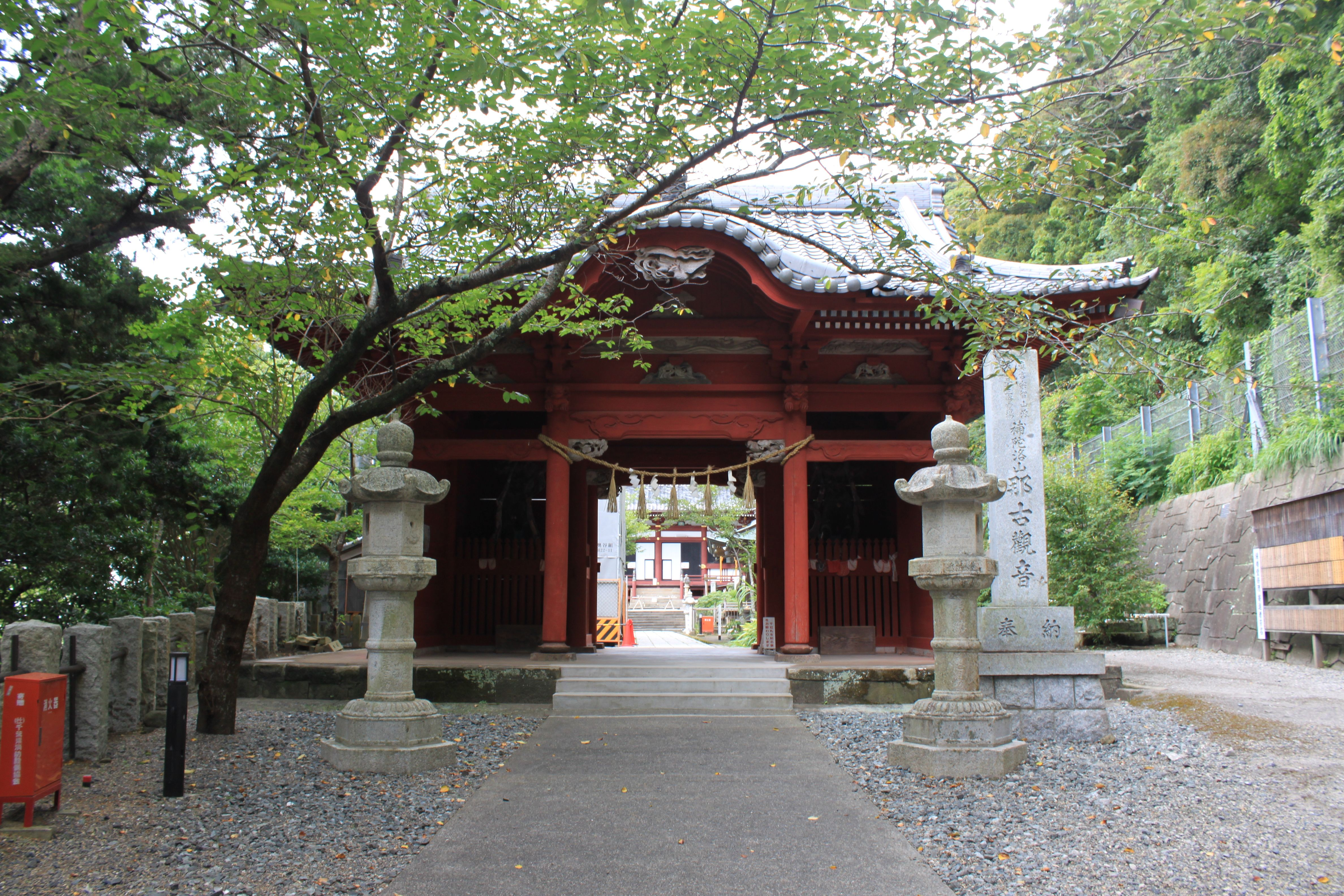
仁王門

## 所在地・交通
所在地
- 千葉県館山市那古1125

鉄道
- 内房線（JR東日本）那古船形駅下車 徒歩12分（約1km）

自動車
- 富津館山道路 富浦ICより約10分（約3km）

## 前後の札所
坂東三十三観音
32 清水寺 (いすみ市) -- 33 那古寺（結願）
安房国札三十四観音霊場
1 那古寺 -- 2 新御堂
関東八十八箇所
55 円如寺 (君津市) -- 56 那古寺 -- 57 真野寺 (南房総市)